# Perricone
Perricone ist eine Rotweinsorte die in Sizilien und in sehr eingeschränktem Maße in Tunesien kultiviert wird. In den Freien Gemeindekonsortien Agrigent und Trapani sowie in der Metropolitanstadt Palermo wird sie zur Anpflanzung empfohlen, in der Metropolitanstadt Messina und dem Freien Gemeindekonsortium Syrakus ist sie zugelassen.
Perricone ist in den DOC-Weinen Contea di Sclafani, Delia Nivolelli und Sicilia zugelassen. Im sehr raren roten Marsala findet sie ebenfalls Verwendung. 2001 waren ca. 1195 Hektar Rebfläche mit Perricone bestockt.
Die Perricone-Rebe erbringt weiche, farbkräftige und alkoholreiche Rotweine. Sie wird vor allem als Verschnitt-Partner oder (unter dem Namen Pignatello) auch für sortenreine IGT-Weine verwendet. Es wird vermutet, dass sie mit der Rebsorte Barbera verwandt oder identisch ist, was jedoch in Anbetracht der andersartigen ampelographischen Sortenmerkmale als wenig wahrscheinlich erscheint.
Siehe auch die Artikel Weinbau in Italien und Weinbau in Tunesien sowie die Liste von Rebsorten.

## Ampelographische Sortenmerkmale
In der Ampelographie wird der Habitus folgendermaßen beschrieben:
- Die Triebspitze ist abgeflacht ausgebildet. Sie ist nur spinnwebig behaart. Die grünlichen, glänzenden Jungblätter mit ihren bronzefarbenen Flecken (Anthocyanflecken) sind ebenfalls spinnwebig behaart oder sogar unbehaart.
- Die mittelgroßen Blätter sind drei- oder fünflappig und kaum gebuchtet. Die Stielbucht ist lyren-förmig offen. Das Blatt ist spitz gezahnt. Die Zähne sind im Vergleich der Rebsorten eng gesetzt. Die Blattoberfläche (auch Spreite genannt) ist blasig derb.
- Die walzen- oder konusförmige Traube ist klein bis mittelgroß und dichtbeerig. Die rundlichen Beeren sind mittelgroß und von blauschwarzer Farbe. Das Aroma der Beere ist neutral. Die Beerenschale ist dick.

Die Beeren reifen ca. 30 Tage nach denen des Gutedels. Sie gilt nach internationalem Maßstab schon als spät reifend. Die Sorte ist sehr anfällig gegen die Rebkrankheiten Echter Mehltau und Falscher Mehltau. Die früh austreibende Rebsorte ist nur mäßig wüchsig und erbringt lediglich mittelgroße Erträge in der Größenordnung von 40 bis 60 Hektoliter/Hektar.

## Synonyme
Die Rebsorte Perricone ist auch unter folgenden Namen bekannt: Cattarrato Rouge, Guarnaccia Nera, Nerello Mascarisi, Nieddara, Nieddera Niuru, Perricone Nera, Perricone Nero, Perricone Noir, Perticone Picnatelo, Pignateddu, Pignatelle, Pignatello, Pirricone Nera, Pirricuni, Quarnaccia, Tuccarino Di Catania, Tuccarinu, Tuccarinu Di Catania.